# Ojkofobia

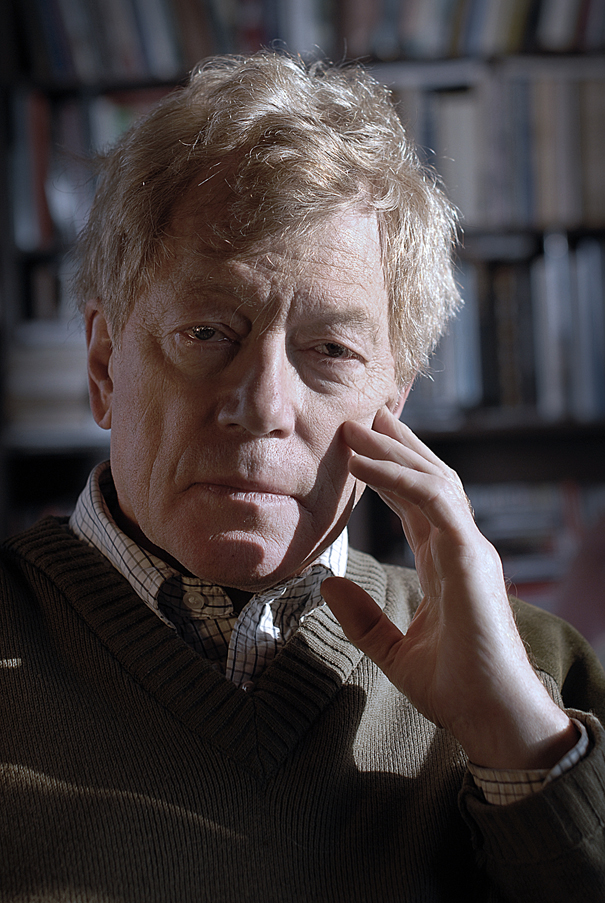
Roger Scruton, twórca terminu

Ojkofobia, także oikofobia (gr. οἶκος + φόβος „strach przed domem, rodziną”) – termin wprowadzony przez konserwatywnego intelektualistę Rogera Scrutona oznaczający odrzucenie (od rezerwy do nienawiści) rodzimej kultury i apologię innych systemów wartości. Scruton używał terminu „ojkofobia” jako przeciwieństwa ksenofobii. 

## Definicje
W literaturze terminu ojkofobia użył w 1808 roku poeta romantyczny Robert Southey do określenia tęsknoty za opuszczeniem domu rodzinnego. Terminem tym w 2004 roku Scruton określił zjawisko kryzysu tożsamości społecznej charakteryzującego dekadencką fazę rozwoju cywilizacji, a przypisywaną środowiskom lewicowym i liberalnym. W opisie Scrutona ojkofobia jest przeciwieństwem ojkofilii, rozumianej jako miłość do domu, do tego co nasze. Przyczyn opisywanego zjawiska upatruje w buncie młodzieży oraz aktywnościach kojarzonych z poglądami lewicowymi, takich jak odrzucenie tradycji i działań o charakterze inżynierii społecznej. Za charakterystyczne uważa samookreślenie tych grup jako obrońców przed ksenofobią rozumianą jako awersja do „obcych”, bez precyzyjnego określenia sensu i aspektów zarzutów, a także poprawne politycznie szermowanie hasłami walki z seksizmem, rasizmem, homofobią i antysemityzmem. Deklarowanym celem ich działania jest stworzenie inkluzywnego, otwartego, społeczeństwa wielokulturowego. W opinii Scrutona część tzw. elit intelektualnych i politycznych Europy popada w ojkofobię. Postawę wyrzeczenia się dziedzictwa i domu, wyrażaną hasłem „tam moja ojczyzna, gdzie mi dobrze”, przypisuje instytucjom międzynarodowym (takim jak Unia Europejska) oraz szeroko rozumianym intelektualistom kosmopolitycznym, pragmatycznym i postmodernistycznym. Jako skrajną formę ojkofobii określana jest nienawiść do rodziny, ojczyzny, kultury narodowej i wspólnoty cywilizacyjnej, wyobcowanie połączone z niezadomowieniem, lękiem i frustracją. Przyczyn upatruje autor w zeświecczeniu społeczeństwa. Jako remedium wskazuje powrót do metafizyki realistycznej, antropologii i w konsekwencji – klasycznej cywilizacji chrześcijańskiej. Scruton uważa, że ojkofobia jest zagrożeniem dla istnienia narodu.

## Termin medyczny
Ojkofobia jako przykład rzadko używanego terminu psychiatrycznego pojawia się w tekście z roku 1910 w British Medical Journal. Jako przykład terminu pochodzenia greckiego wymieniona jest także w pracy Philippe Chaslina. W „The Encyclopedia of Phobias, Fears, and Anxieties” lęk przed domem, inaczej ojkofobia lub ekofobia jest zdefiniowana jako lęk przed otoczeniem domowym, w tym sprzętem gospodarstwa domowego oraz innymi przedmiotami stanowiącymi wyposażenie domu.
Międzynarodowa klasyfikacja chorób i problemów zdrowotnych ICD10, podręczniki medyczne ani publikacje medyczne nie wymieniają ojkofobii jako zaburzenia.